# Le Barbu

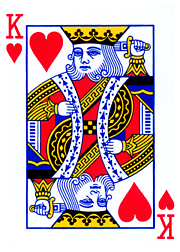
Le Barbu är en fransk benämning på hjärter kung.

Le Barbu är ett kortspel som är besläktat med det svenska spelet jazz och är i likhet med detta ett kompendiespel, det vill säga ett spel som spelas i flera givar med olika målsättning i varje giv.
Fyra spelare deltar, och den som är förhand bestämmer vilken av sju olika spelformer som ska gälla för den aktuella given. Sex av spelformerna utgörs av sticktagningsspel. I fem av dessa ska spelarna undvika att ta hem vissa kort eller stick, och i ett av dem i stället vinna så många stick som möjligt. Det sjunde alternativet, kallat domino, är ett spel där det gäller att bli av med korten genom att lägga ut dem på bordet enligt ett speciellt upplägg, som liknar det som förekommer i kortspelet sjuan.
Deltagarna ska välja vart och ett av de sju spelalternativen en gång var. En spelomgång består alltså av 28 givar.